# Ekkai Maru
El Ekkai Maru (originalmente llamado como el SS Manco y luego como El Morazán) fue un buque de carga al servicio del imperio del Japón que operó desde 1941 a 1944, construido en Escocia a inicios del siglo XX y originalmente perteneciente a la República de Honduras de 1921 a 1941, el cual fue capturado por la Armada Imperial Japonesa el 8 de diciembre de 1941 durante la Segunda Guerra Mundial. Se encuentra hundido a 12 m de profundidad en Filipinas.

## Características
Fue un buque de carga mixto de motor a vapor diseñado para travesías transoceánicas de aproximadamente 2.984 toneladas, construido de acero, y de unos 145 metros de largo. Estaba diseñado principalmente para el transporte tanto de mercancías y pasajeros contando con habitaciones que incluían un baño y ventiladores y teniendo la capacidad de transportar sesenta y cuatro pasajeros distribuidos en 19 cabinas. Cuando operó para las empresas bananeras en Honduras tuvo un par de modificaciones y mejoras, de la misma forma se le dio un repintado de color blanco. Una vez capturado por los japoneses sería utilizado para el transporte de municiones, armamento, pertrechos, y tropas en el frente de batalla en el Pacífico. Su motor podía dar una velocidad de unos 12 nudos.   

## Historia operativa
El buque fue construido en 1907 y finalizado en 1908 por la empresa británica Scott Shipbuilding & Engineering Co. y sirvió a las compañías Iquitos Steamship Co. y Booth Steamship Co. bajo el nombre de SS Manco en Liverpool, Gran Bretaña entre 1908 a 1921 como buque de transporte. Más tarde sería vendido y finalmente serviría como carguero y buque de pasajeros para las empresas bananeras en Honduras como la United fruit Company y sería rebautizado como El Morazán, en honor al héroe centroamericano de origen hondureño, el general Francisco Morazán.  
Así el buque funcionó por muchos años para transportar frutas tales como el banano, rambután, y otras mercancías de los puertos de ciudades como Puerto Cortés, La Ceiba y Tela hacia otras ciudades extranjeras principalmente de los Estados Unidos y como barco de pasajeros. En uno de sus viajes al Asia oriental, fue capturado por la Armada Imperial Japonesa mientras estaba atracado en el puerto de Shanghái, ciudad que antes había pertenecido a la República de China, que finalmente había sido ocupada por el imperio del Japón desde 1937. Esto sucedió el 8 de diciembre de 1941, a solo un día después del ataque a la base naval estadounidense de Pearl Harbor. Se cree que la captura inmediata del buque se debió a que operaba para una empresa de origen estadounidense y porque pertenecía a un país aliado de estos, en este caso Honduras, el cual había tenido muy buenas relaciones con los Estados Unidos.   
Una vez capturado fue rebautizado una vez más en esta ocasión por los soldados japoneses como Ekkai Maru (Japonés: えかいまる) y sirvió a los nipones por tres años para el transporte de municiones y tropas en la lucha contra las Fuerzas Armadas de los Estados Unidos. El 24 de setiembre de 1944 fue hundido por un avión embarcado estadounidense en Coron Bay cerca de Manila, al oeste de Filipinas. Los aviones estadounidenses atacaron primero los buques de guerra japoneses en Coron Bay y los otros barcos hacia el oeste. Después de un frenético ataque de 45 minutos, los aviones se fueron, dejando atrás numerosos barcos japoneses hundidos, entre estos está el Ekkai Maru que finalmente se hundió a una profundidad de 12 m.